# Świat nie przedstawiony
Świat nie przedstawiony – publikacja książkowa Adama Zagajewskiego i Juliana Kornhausera wydana w 1974 roku; stanowiąca próbę przekazania obrazu polskiej literatury lat 60. i 70. oraz będąca manifestem ideowym i estetycznym obu poetów.
Autorzy krytykowali utwory literackie i autorów (m.in. Stanisława Lema, Wiesława Myśliwskiego, Zbigniewa Herberta i Tadeusza Konwickiego), którzy w opisie rzeczywistości posługiwali się alegorią, przenośnią, mityzacją oraz unikali opisywania wprost jej problemów i dokładnych realiów. Domagali się literatury, która dostarczałaby wnikliwej analizy współczesnej rzeczywistości oraz dokładnie opisywałaby jej realia. Takie postulaty wynikały z tego, jak autorzy rozumieli rolę literatury, którą postrzegali jako narzędzie budujące samoświadomość i samowiedzę społeczeństwa.
Świat nie przedstawiony wywołał ożywioną reakcję w świecie literackim (ok. 70 artykułów) i stanowił symptom pojawiania się nowych tendencji w polskiej literaturze powojennej.